# Девятых, Григорий Григорьевич
Григо́рий Григо́рьевич Девя́тых (1 декабря 1918, Нолинский уезд, Вятская губерния — 17 февраля 2005, Нижний Новгород) — советский и российский учёный-химик, академик АН СССР (1974). Глава отечественной научной школы химии высокочистых веществ и материалов, создатель Института химии высокочистых веществ РАН. Герой Социалистического Труда (1989), лауреат Ленинской и Государственной премии Российской Федерации.

## Биография
Родился в д. Барановщина Нолинского уезда Вятской губернии. Трудовую деятельность начал в 1936 году как учитель начальной школы. C 1937 по 1941 годы обучался на химическом факультете Горьковского государственного университета им. Н. И. Лобачевского.
В 1941 году призван в ряды Красной Армии. Демобилизовался в 1945 году и начал работать в Горьковском политехническом институте, где в 1948 году защитил диссертацию на кандидата химических наук. Член КПСС с 1947 г.
С 1949 года работал в Горьковском госуниверситете им. Н. И. Лобачевского, проводя исследования по термодинамике растворов изотопов и их разделению. Эти работы были представлены в виде докторской диссертации, которую защитил в начале 1955 года, доктор химических наук. В том же году он был избран на должность заведующего кафедрой неорганической химии ГГУ, которой руководил до 1972 года.
Под его научным руководством защищено более 100 кандидатских и 20 докторских диссертаций. Он является организатором Выставки-коллекции веществ особой чистоты при Президиуме РАН, Научного совета РАН по химии высокочистых веществ. Был главным редактором журналов «Высокочистые вещества» и «Неорганические материалы». Более 40 лет руководил городским и областным отделениями общества «Знание».

## Награды
- Герой Социалистического Труда с вручением ордена Ленина и золотой медали «Серп и Молот» (1989)
- Орден «За заслуги перед Отечеством» IV степени (22 мая 2004 года) — за большой вклад в развитие отечественной науки и подготовку квалифицированных научных кадров[3]
- Орден Октябрьской Революции (1978)[4]
- два ордена Трудового Красного Знамени (1967, 1975)[4]
- Орден Дружбы народов (18 мая 1994 года) — за большой личный вклад в развитие химической науки и подготовку высококвалифицированных научных кадров[5]
- Благодарность Президента Российской Федерации (13 октября 1998 года) — за выдающиеся заслуги в научной деятельности[6].
- Ленинская премия (1986),
- Государственная премия Российской Федерации (1998),
- Золотой медали им. Д. И. Менделеева,
- премии им. А. С. Попова,
- почётный профессор ННГУ имени Лобачевского[7],
- почётный гражданин Нижнего Новгорода.

## Из библиографии
- Высокочистые халькогены : Монография / Г. Г. Девятых, М. Ф. Чурбанов; Нижегор. гос. ун-т им. Н. И. Лобачевского, Ин-т химии высокочистых веществ Рос. акад. наук. - Н. Новгород : Изд-во Нижегор. госуниверситета, 1997. - 243 с. : ил.; 20 см.; ISBN 5-85746-110-3

## Комментарии
1. ↑  Деревня Барановщина, относившаяся к Талоключинской, в 1920-е годы — к Нолинской волости Нолинского уезда, в последующем входила в состав Сретенского сельсовета Нолинского района; не сохранилась, ныне — урочище в том же районе Кировской области[2].